# The Secret Life of Walter Mitty (2013)
The Secret Life of Walter Mitty är en amerikansk romantisk äventyrs-dramakomedi från 2013, skriven av Steve Conrad samt regisserad av Ben Stiller som också spelar titelrollen. Gore Verbinski är exekutiv producent för filmen. 

## Handling
Walter Mitty arbetar på tidskriften Life. Han dagdrömmer om äventyr och är förälskad i kollegan Cheryl. När jobbet hotas beger han sig ut i världen på en extraordinär resa. 

## Om filmen
The Secret Life of Walter Mitty premiärvisades på New York Film Festival den 5 oktober 2013.
Filmen är den andra som baseras på James Thurbers novell med samma namn från 1939. Filmversionen från 1947 regisserades av Norman Z. McLeod och huvudrollen som Walter Mitty spelades då av Danny Kaye.

## Rollista
- Ben Stiller - Walter Mitty
- Kristen Wiig - Cheryl Melhoff, Walters förälskelse och kollega
- Shirley MacLaine - Edna Mitty, Walters mor
- Adam Scott - Ted Hendricks
- Kathryn Hahn - Odessa Mitty, Walters syster
- Sean Penn - Sean O'Connell, fotograf
- Patton Oswalt - Todd Maher
- Ólafur Darri Ólafsson - Grönländsk helikopterpilot
- Jon Daly - Tim Naughton, Walters kollega
- Terence Bernie Hines - Gary Mannheim, Walters kollega
- Adrian Martinez - Hernando, Walters kollega
- Kai Lennox - Phil Melhoff, Cheryls exmake
- Conan O'Brien - sig själv
- Andy Richter - sig själv
- Joey Slotnick - personal på äldreboende
- Tara Strong - flygpassagerare (okrediterad)

## Källor

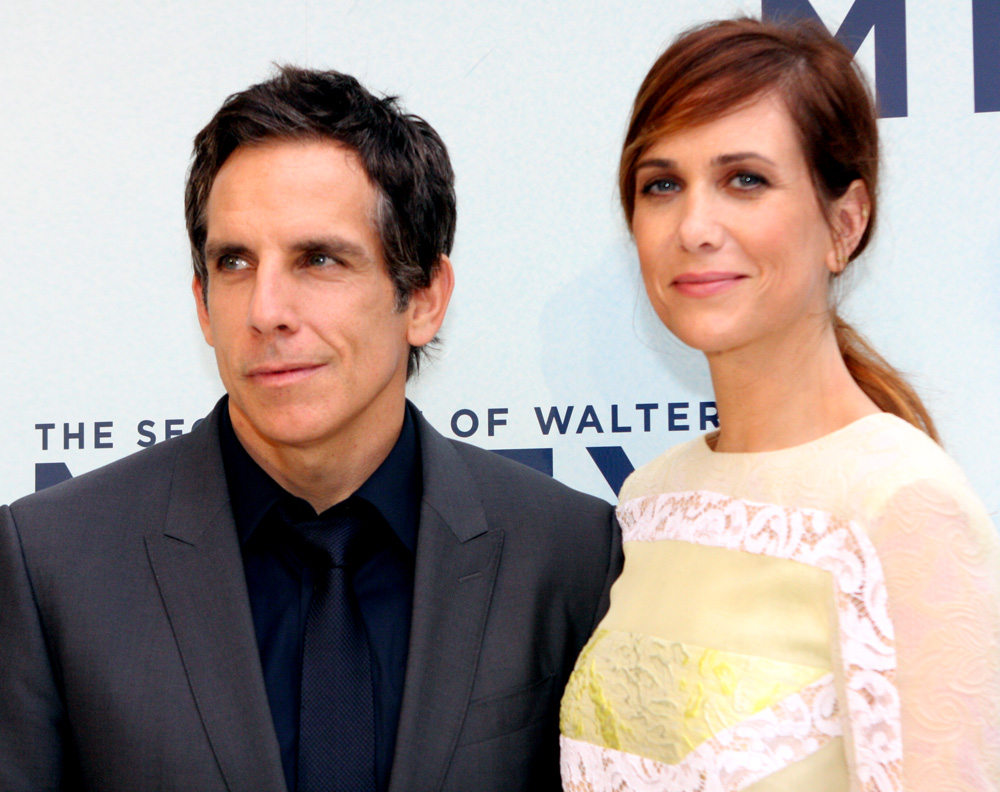
Ben Stiller och Kristen Wiig i Sydney på den australiska premiären av filmen, 2013.